# Megalopyge lanata
Megalopyge lanata is een vlinder uit de familie van de Megalopygidae. De wetenschappelijke naam van de soort is voor het eerst geldig gepubliceerd in 1780 door Stoll.